# Wólka Putnowicka
Wólka Putnowicka – wieś w Polsce położona w województwie lubelskim, w powiecie chełmskim, w gminie Wojsławice.
W latach 1975–1998 miejscowość administracyjnie należała do województwa chełmskiego. 
Wieś stanowi sołectwo gminy Wojsławice. Według Narodowego Spisu Powszechnego (III 2011 r.) liczyła 65 mieszkańców i była siedemnastą co do wielkości miejscowością gminy Wojsławice.
Wierni Kościoła rzymskokatolickiego należą do parafii św. Barbary w Turowcu.

## Historia
W wieku XIX Putnowicka Wólka stanowiła część dóbr Putnowice. W roku 1888 wieś posiadała 23 osady zamieszkałe przez 222 osoby.